# ТЕЦ Бангпу
13°31′59″ пн. ш. 100°39′5″ сх. д. / 13.53306° пн. ш. 100.65139° сх. д.
ТЕЦ Бангпу — теплова електростанція у тайській провінції Самутпракан.
В 2016 році на майданчику станції стали до ладу два однотипні парогазові блоки комбінованого циклу потужністю по 120 МВт, у кожному з яких дві газові турбіни живлять через відповідну кількість котлів-утилізаторів одну парову турбіну. Також ТЕЦ постачає індустріальним підприємствам технологічну пару в обсягах 60 тон на годину.
Кожен з блоків отримав 25-річний контракт на викуп 90 МВт потужності державною електроенергетичною компанією Electric Generating Authority of Thailand (EGAT).
Як паливо станція споживає природний газ (можливо відзначити, що блакитне паливо подали до провінції Самутпракан ще в першій половині 1980-х років по трубопроводу Бангпаконг — Бангкок-Південь).
Проект реалізували через SSUT Company Limited. В 2021-му її викупила компанія Univenture BGP, власниками якої з частками 55 % та 45 % були Univentures Plc і конгломерат B.Grimm Group (має великий портфель інвестицій у електроенергетику).